# Palau Giustinian Businello
El Palau Giustinian Businello és un edifici arquitectònic de Venècia, situat al districte de San Polo i amb vistes al Gran Canal, a la dreta del Palau Papadopoli.

## Història
Datat del segle XIII, aquest edifici va ser encarregat per la família Morosini, i posteriorment va passar a la família Giustinian.
Al segle XVIII va passar a ser propietat de la família Businello, de qui pren el seu segon nom.
Al segle xix va ser la llar de Maria Taglioni, una ballarina que també era molt coneguda pels seus esdeveniments socials.

## Descripció
La façana del palau encara permet entreveure les característiques del magatzem veneciàromà d'Orient, malgrat les reformes que es van produir entre els segles XV i XIX.
Com a testimoni de la distribució original, en queden el portal, que antigament formava part del pòrtic amb accés al canal a la planta baixa, i, centralment a les dues plantes principals, finestres superposades de sis llums amb balustrada. També es conserven alguns baixos relleus antics.
Les obertures restants, finestres monófores disposades simètricament respecte a les centrals, i el tercer pis, amb la tercera finestra hexagonal, són fruit de reformes i modificacions més recents.